# 45641 Larrypuzio
45641 Larrypuzio este o planetă minoră (asteroid) din centura de asteroizi. A fost descoperită pe 3 martie 2000 la Catalina Station⁠(d) de Catalina Sky Survey. 
Obiectul prezintă o orbită caracterizată de o semiaxă mare de 2,5966647894193 UAi, o excentricitate de 0,12221192158788, o înclinație de 12,522409751014 ° în raport cu ecliptica.